# Igra
Igra (oroszul: Игра) városi jellegű település Oroszországban, Udmurtföldön, az Igrai járás székhelye.
Lakossága: 20 737 fő (a 2010. évi népszámláláskor).

## Fekvése
Udmurtföld központi részén, Izsevszktől 92 km-re északra, a Loza (a Csepca mellékfolyója) partján fekszik. Vasúti és közúti csomópont. Itt találkozik a nyugat-keleti irányú Kazany–Perm közötti főút és a regionális jelentőségű Izsevszk–Glazov észak-déli irányú országút. Vasútállomás az Izsevszk–Balezino–Glazov, illetve Izsevszk–Perm vasútvonalon.

## Története
Udmurt nevének eredete a komi obi-ugorok Jogra (Йогра) népnevével rokonítható. A települést írott forrás 1615-ben említi először. Igrán át vezetett az egykor nagy jelentőségű régi szibériai útvonal (szibirszkij trakt).
1798-ban alacsonyabb szintű igazgatási egység (voloszty) központja, 1937-ben járási székhely lett. 1954-ben városi jellegű településsé nyilvánították.
A járás területén felfedezett olajlelőhely kitermelése 1973-ban kezdődött meg. Napjainkban az izsevszki Udmurtnyefty Rt. Igrában lévő olajbányászati igazgatóságához tartozó lelőhelyek a köztársaságban kitermelt kőolaj közel harmadát adják.